# Ischalea incerta
Ischalea incerta là một loài nhện trong họ Stiphidiidae.
Loài này thuộc chi Ischalea. Ischalea incerta được Octavius Pickard-Cambridge miêu tả năm 1877.